# Neue Pfarrkirche Götzis

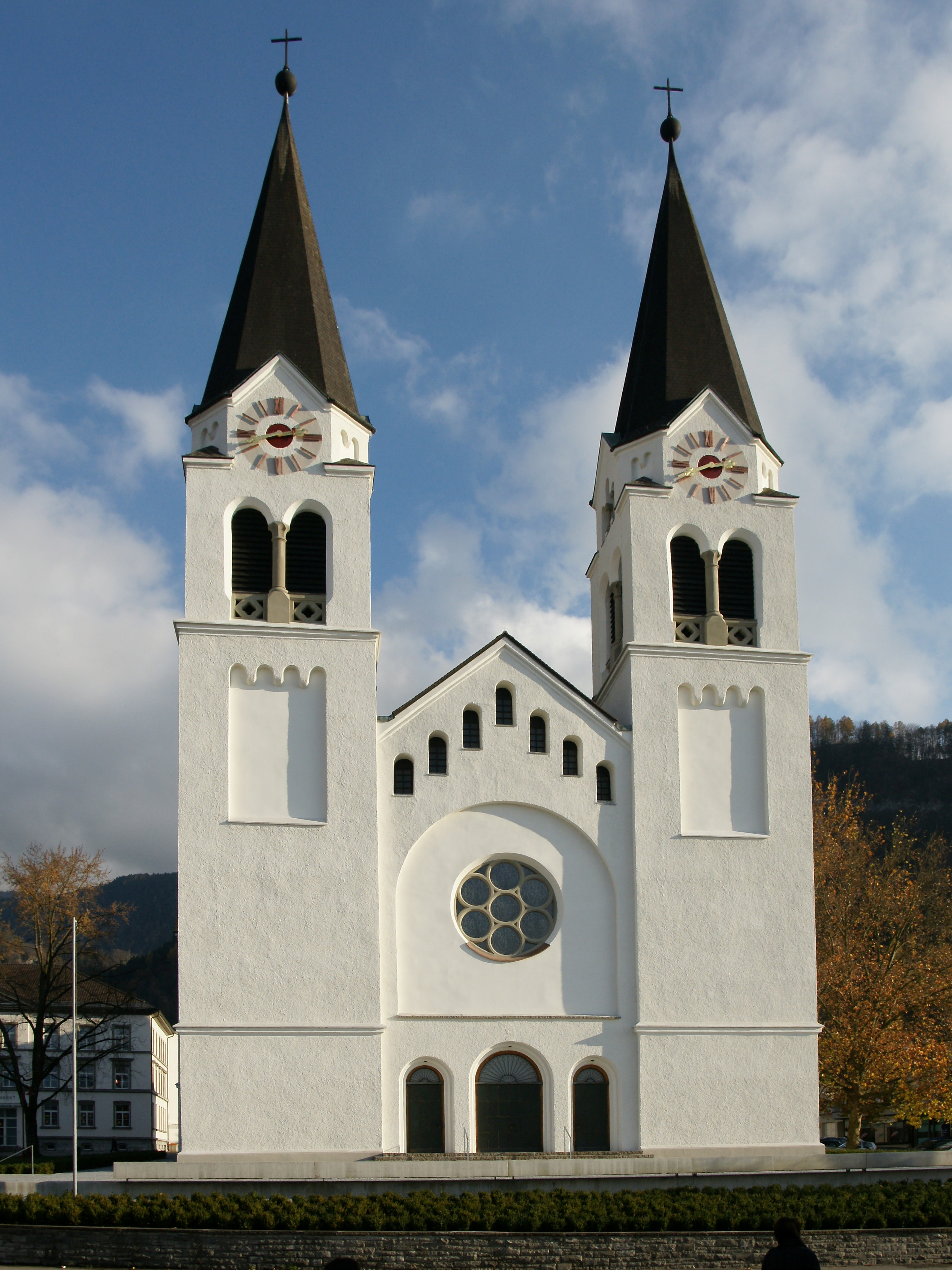
Kath. Pfarrkirche hl. Ulrich in Götzis

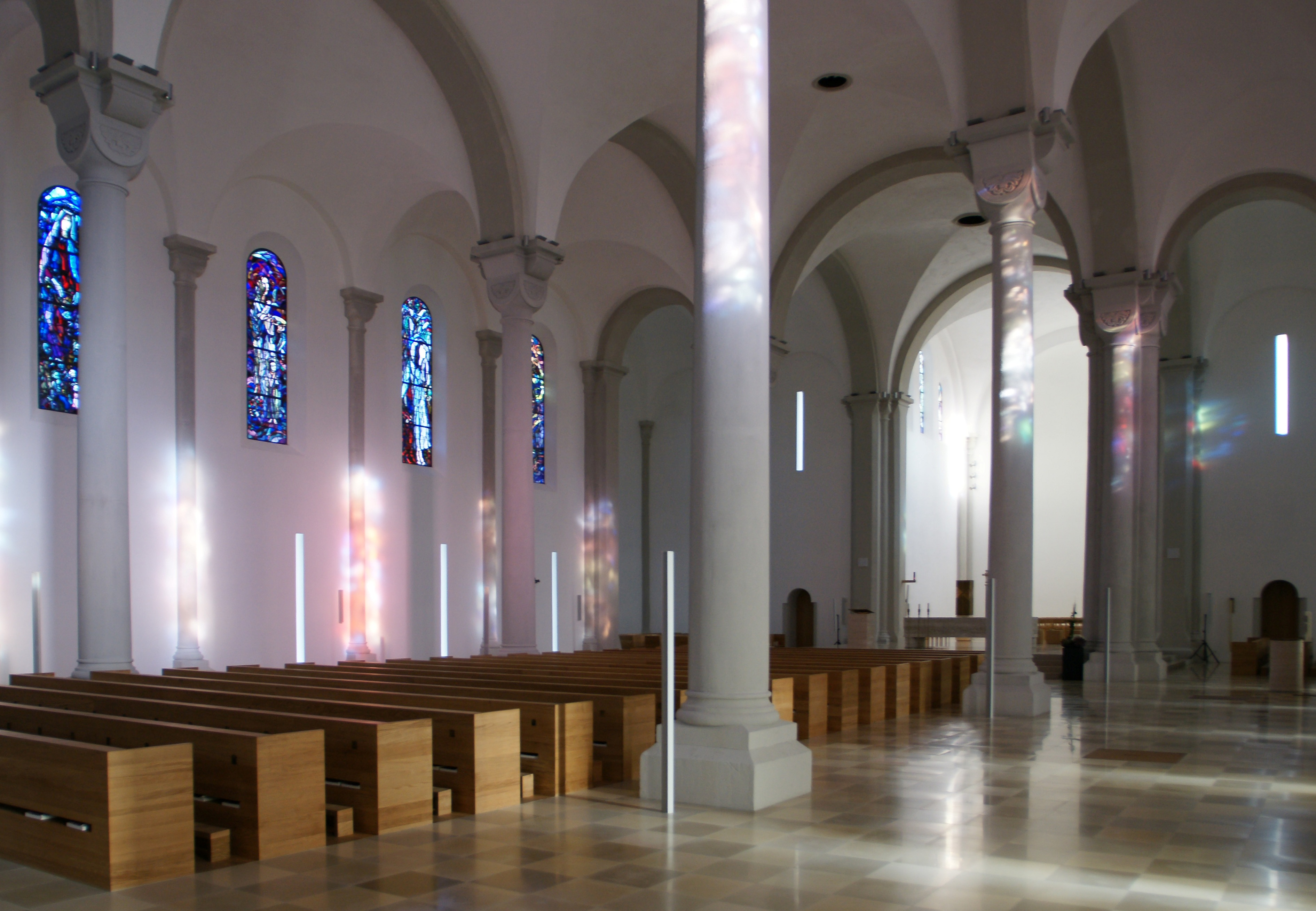
Innenansicht

Die römisch-katholische Neue Pfarrkirche Götzis steht im Ortszentrum der Marktgemeinde Götzis im Bezirk Feldkirch in Vorarlberg. Sie ist dem heiligen Ulrich geweiht und gehört zum Dekanat Rankweil in der Diözese Feldkirch. Das Bauwerk steht unter Denkmalschutz.

## Geschichte
Die Kirche wurde in den Jahren 1862 bis 1865 nach Plänen des Architekten Anton Geppert mit dem Baumeister J. Wilhelm erbaut. Die neuere Innengestaltung entwarf der Architekt Anton Rhomberg. Der Pfarrkirche gegenüber steht ein 1981 erbautes Pfarrzentrum.

## Architektur
Kirchenäußeres
Die Kirche zeigt sich als neuromanischer Langhausbau mit einem Querhaus, Chor mit Rundapsis und mit einer westlichen Doppelturmfassade. Langhaus und Chor stehen unter einem Satteldach. Die Rundbogenfenster in Rundbogenblendnischen stehen auf einem umlaufenden Gesims. Die Stirnseiten des Querhauses und die mittige Westfassade haben Rosettenfenster in Rundbogenblendnischen. Der mittige Giebel der Westfassade ist mit gestaffelten Rundbogenöffnungen gegliedert. Das westliche Rundbogenportal hat eine vorgestellte Portikushalle mit drei Rundbogenöffnungen. Die zwei Türme haben ein Rundbogenblendfries im Mittelgeschoß, darüber ein Obergeschoß mit gekoppelten Rundbogenschallöffnungen und darüber ein sechsseitiges Giebelgeschoß mit Spitzhelm und Maßwerkbrüstung.
Das Kriegerdenkmal vor der Kirche schuf Peter Schneider (1963).
Kircheninneres
Das dreischiffige sechsjochige Langhaus hat ein Querschiff mit drei quadratischen Jochen mit geradem Abschluss, das quadratische Chorjoch schließt mit einer Rundapsis. Die Wandgliederung erfolgte mit Fenstern in Rundbogenblendarkaden.
Glasmalerei
Die drei Fensterrosetten schuf Mila Bjelik-Stöhr (1946), die Fenster im Langhaus schuf Martin Häusle (1948/1949), alle ausgeführt von der Tiroler Glasmalereianstalt.

## Ausstattung
Den Volksaltar mit dem Relief Opferlamm Christi und das Volk Gottes schuf der Bildhauer Herbert Albrecht (1957). Das Wandbild Christus in der Mandorla mit den zwölf Aposteln in der Apsis schufen Josef Hofer und Walter Khüny (1962). Der Seitenaltar im linken Querschiff trägt die Figur Maria mit Kind aus Meschach um 1470.

### Orgel
Die Gebrüder Mayer errichteten 1874 für die neue Kirche eine Orgel (II / 16) und bauten sie 1902 um. Josef Behmann errichtete 1929 ein neues, zweimanualiges Orgelwerk mit 35 Registern und elektrischen Kegelladen. Infolge von Verschleiß und Kriegsschäden entschied man sich 1962 für einen Orgelneubau, welchen die Firma Hradetzky 1967 realisierte. Diese Orgel, für welche die Empore umgebaut und in Richtung Kirchenraum erweitert wurde, hat auf 2 Manualen und Pedal 28 Register, die auf Schleifladen stehen und mit mechanischen Trakturen angespielt werden.

### Glocken
Die jetzigen Glocken mit den Schlagtönen B°, des', es' und ges' aus dem Jahr 1951 der Firma Hamm & Hartner sind das bereits dritte Geläut in der Geschichte dieser Kirche. Das erste Geläut fiel 1916 der Rüstungsindustrie zum Opfer; im Jahr 1943 wurde auch das 1920 beschaffte Ersatzgeläut der Gießerei Grassmayr für die Waffenherstellung beschlagnahmt. Die Glocken sind in einem Holzglockenstuhl aufgehängt. Die zwei kleinen Glocken hängen an geraden Holzjochen, die zwei großen an geraden Stahljochen. Der Viertelstundenschlag erfolgt auf der ges'-Glocke, der Stundenschlag auf der des'-Glocke.